# 5443 Енкреназ
5443 Енкреназ (5443 Encrenaz) — астероїд головного поясу, відкритий 14 липня 1991 року.
Тіссеранів параметр щодо Юпітера — 3,452.